# Алессио (кардинал)
Алессио (Alessio, также известный как Alexius либо Egidio Romano) — католический церковный деятель XII века. Выходец из знатной римской семьи Капоччи, племянник папы Анастасия IV, родственник Пьетро ди Мизо. Во время схизмы 1159 года встал на сторону папы Александра III, несмотря на близкую дружбу с антипапой Виктором IV. Был послан в качестве папского легата к королю Шотландии Вильгельму I для разрешения конфликта вокруг выборов главы диоцеза Сент-Эндрюс. На консистории 1188 года был провозглашен кардиналом-священником с титулом церкви Санта-Сусанна.